# 아네르스 다니엘센 리
아네르스 다니엘센 리(노르웨이어: Anders Danielsen Lie, 1979년 1월 1일 ~ )는 노르웨이의 배우, 음악가, 의사이다.
오슬로에서 태어났다.

## 영화
- 언데드 다루는 법 (2024년) - 데이빗 역
- 마더스 (2024년)
- 사랑할 땐 누구나 최악이 된다 (2021년) - 악셀 역
- 7월 22일 (2018년)
- 워킹 데드 나잇 (2018년) - 샘 역
- 퍼스널 쇼퍼 (2016년) - 어윈 역
- 디스 썸머 필링 (2015년)
- 피델리오 - 바다의 여인, 앨리스 (2014년)
- 오슬로, 8월31일 (2011년) - 앤더스 역